# Wim van Putten
Wim van Putten (Amsterdam, 9 juni 1952) is een bekende Nederlandse radiostem uit de twintigste eeuw. Hij was radiodiskjockey/voice-over bij de TROS, journalist en later zelfstandig mediatrainer en adviseur van radio- en televisiezenders.

## Carrière
Van Putten was in de jaren zeventig leraar economie en Engels. Deze werkzaamheden combineerde hij met werk als producer en later presentator voor de NCRV. Bij die omroep presenteerde hij in 1978 en 1979 Muziek bij de Koffie op (toen nog) Hilversum 3. Daarna werkte hij voor de NOS op Hilversum 4 en voor Radio Nederland Wereldomroep. 
Op 5 mei 1979 trad Van Putten in dienst bij de TROS. Daar was hij een van de presentatoren van de actualiteitenrubriek Tros Aktua Radio. Hij werkte ook een tijd lang in de vroege morgen voor de Havermoutshow, van 5 april 1979 t/m 30 juni 1988 de ochtendshow van Tom Mulder. Op Hilversum 3 en vanaf 5 december op vanaf dan Radio 3, presenteerde hij jarenlang (vanaf medio 1980) op de donderdagavond de LP-show. Door de komst van de compact disc veranderde de programmanaam medio 1983 in de LP en CD-show en vervolgens in 1987 in de CD-show. Hij presenteerde dit veelbeluisterde radioprogramma gedurende 15 jaar, tot en met de laatste TROS-donderdag op 2 oktober 1992. Wegens de vernieuwing van de nationale publieke popzender en invoering van de horizontale programmering op Radio 3 per 5 oktober 1992, verhuisde de vaste uitzenddag van de TROS per 4 oktober 1992 naar de zondag. Hiermee verdween het populaire programma van de nationale popzender. Ook was Van Putten als producer verantwoordelijk voor programma's als TROS Nachtwacht, Vijftig pop of een envelop en Continu Muziek. Op Hilversum 4, later Radio 4 presenteerde hij onder andere concerten rechtstreeks vanuit het Concertgebouw in Amsterdam. Op Radio 5 deed Van Putten een programma over een Esperanto voor computers: Basicode 3.
In maart 1993 verliet Van Putten (samen met collega dj Peter Teekamp) de TROS en ging hij aan de slag als musicdirector bij Sky Radio.
De stem van Van Putten is ook bekend van het inspreken van radio-en televisiereclamespots en voice-overs. Op televisie was zijn stem te horen in documentaires en in programma's als Postcodeloterij Miljoenenjacht, Lingo en Eén tegen 100.